# Rüdiger Breuer
Rüdiger Breuer (* 9. Oktober 1940 in Erkelenz) ist ein deutscher Rechtswissenschaftler.
Breuer studierte Rechtswissenschaften an den Universitäten Marburg, Freiburg und Bonn. Nach seiner Promotion über mit der Dissertation Die hoheitliche raumgestaltende Planung in Bonn 1968 und dem zweiten Staatsexamen wurde er 1970 als Rechtsanwalt zugelassen und war bis 1971 als Rechtsanwalt in Bonn tätig. Von 1971 bis 1975 war Breuer dann Wissenschaftlicher Assistent an der Universität Bonn, wo er 1975 auch mit der Schrift „Die Bodennutzung in Konflikt zwischen Städtebau und Eigentumsgarantie“ habilitierte, womit er die Lehrbefugnis für Staats- und Verwaltungsrecht verliehen bekam. Nach Lehrstuhlvertretungen und einer Tätigkeit als Professor an der Universität Bielefeld von 1975 bis 1979 wurde er Universitätsprofessor für Öffentliches Recht an der Universität Trier, von wo er 1994 einem Ruf an die Universität Bonn folgte. Dort war er bis zu seiner Emeritierung am 1. März 2006 Universitätsprofessor für Öffentliches Recht und von 1994 bis 2006 zugleich Direktor des Instituts für das Recht der Wasser- und Entsorgungswirtschaft.
Nach seiner Emeritierung ist Breuer als Rechtsanwalt in der Kanzlei Okl & Partner (vormals Köhler & Klett) in Köln tätig.
Breuer ist Mitherausgeber der Fachzeitschriften Archiv des öffentlichen Rechts und Neue Zeitschrift für Verwaltungsrecht.